# کیمسا کاکا
کیمسا کاکا (به اسپانیایی: Kimsa Qaqa) یک کوه در پرو است که در Peru, Arequipa Region واقع شده‌است. کیمسا کاکا ۵٬۰۰۰ متر بالاتر از سطح دریا واقع شده‌است.